# Бойко Віктор Анатолійович
Ві́ктор Анато́лійович Бо́йко (нар. 14 серпня 1974 р., с. Шевченкове, Черкаська область — пом. 19 липня 2014, Маринівка) — старшина машинно-технічного забезпечення, 34-й батальйон територіальної оборони «Батьківщина» Збройних сил України. Кавалер ордена «За мужність» ІІІ ступеня.

## Життєпис
Віктор Бойко народився 14 серпня 1974 року в багатодітній селянській родині. Закінчивши Шевченківську середню школу, вступає до Звенигородського ПТУ, де здобуває фах водія. У 1992 році був призваний до лав Збройних сил України, служив у десантних військах. Протягом 1993—1994 р.р. перебував у Югославії, беручи участь у миротворчій місії ООН.
Демобілізувавшись, повернувся в рідне село. Одружившись, переїздить у Черкаси.
У часі російської збройної агресії проти України Віктор Бойко вирушив на схід добровольцем і служив сержантом з машинно-технічного забезпечення, 34-й батальйон територіальної оборони «Батьківщина» Сухопутних військ Збройних сил України.

## Обставини загибелі
Загинув 19 липня 2014 року під час виконання службових обов'язків у районі с. Романівка, Мар'їнський район, Донецька область.
Вдома залишилась донька Дарина (1995 р. н.). Похований у с. Шевченкове Звенигородського району.

## Нагороди
За особисту мужність і героїзм, виявлені у захисті державного суверенітету та територіальної цілісності України, вірність військовій присязі під час російсько-української війни, нагороджений орденом «За мужність» III ступеня (4.6.2015, посмертно).
17 листопада 2016 року — нагороджений відзнакою «Почесний громадянин міста Черкаси».

## Вшанування пам'яті
13 жовтня 2015 року в Шевченківському навчально-виховному комплексі Звенигородської районної ради відкрили меморіальну дошку випускникові школи Бойку Вікторові Анатолійовичу, що навчався в Шевченківській ЗОШ з 1981 по 1990 р. На церемонії відкриття дошки пам'яті були присутні донька героя Дарина Бойко, його друзі, учасники антитерористичної операції, учнівський, педагогічний колектив та представники влади району.

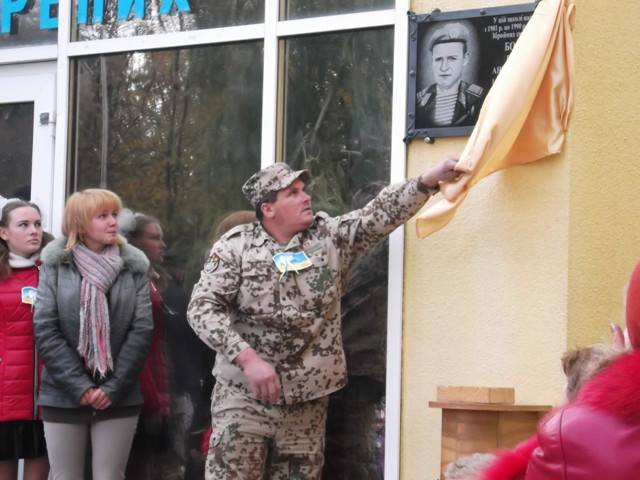
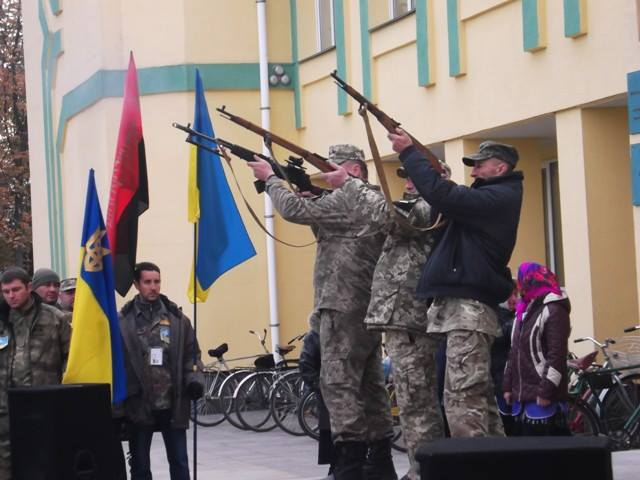
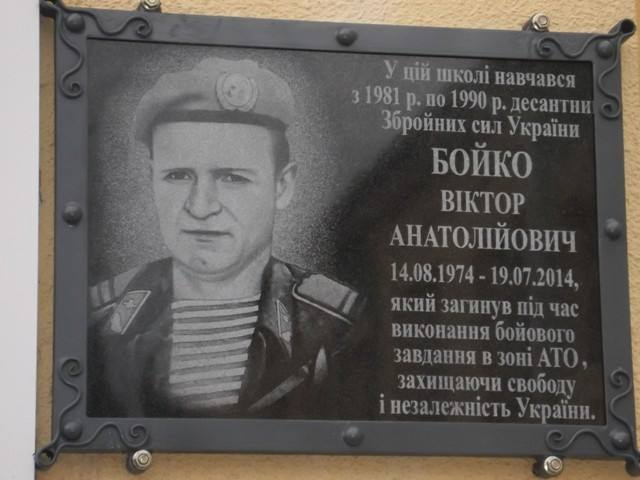
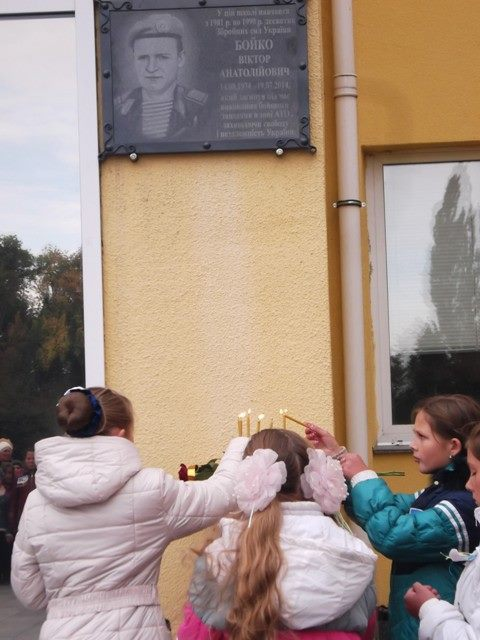
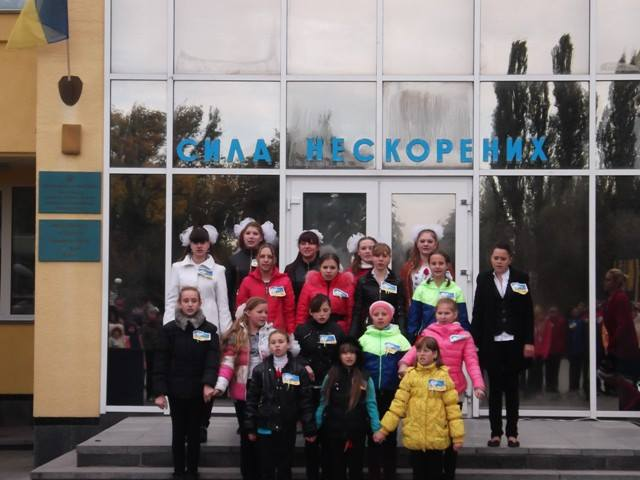
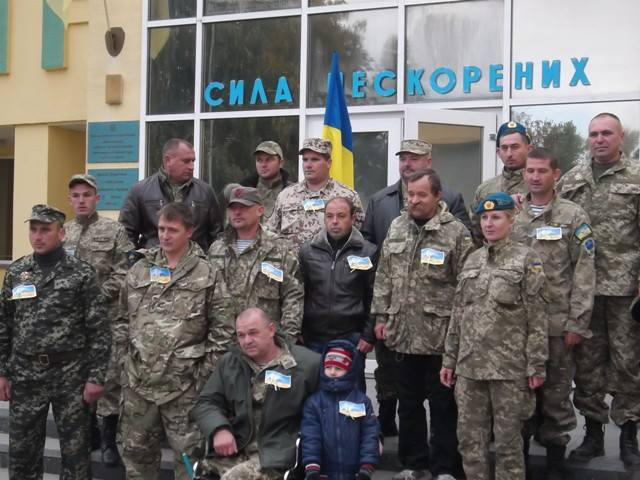